# Abierto Mexicano de Tenis 2005
L'Abierto Mexicano de Tenis 2005, conosciuto anche con il nome di Abierto Mexicano Telcel 2005 per motivi di sponsorizzazione, è stato un torneo di tennis giocato sulla terra rossa. È stata la 12ª edizione del torneo maschile facente parte della categoria International Series Gold nell'ambito dell'ATP Tour 2005, e la 5ª del torneo femminile facente parte della categoria Tier III nell'ambito del WTA Tour 2005. Sia il torneo maschile che quello femminile si sono giocati al Fairmont Acapulco Princess di Acapulco in Messico, dal 21 al 27 febbraio 2005.

## Campioni

### Singolare maschile
Rafael Nadal ha battuto in finale  Albert Montañés con il punteggio di 6–1, 6–0
- Per Nadal è stato il 2º titolo della stagione, nonché il suo 3º in carriera.

### Singolare femminile
Flavia Pennetta ha battuto in finale  Ľudmila Cervanová con il punteggio di 3–6, 7–5, 6–3

### Doppio maschile
David Ferrer /  Santiago Ventura hanno battuto in finale  Jiří Vaněk /  Tomáš Zíb con il punteggio di 4–6, 6–1, 6–4

### Doppio femminile
Alina Židkova /  Tetjana Perebyjnis hanno battuto in finale  Rosa María Andrés Rodríguez /  Conchita Martínez Granados con il punteggio di 7–5, 6–3